# Erdeborn
Erdeborn là một đô thị thuộc huyện Mansfeld-Südharz, Sachsen-Anhalt, Đức. Đô thị Erdeborn có diện tích 12,2 km², dân số thời điểm ngày 31 tháng 12 năm 2006 là 1089 người.